# Atlas Agena LV-3A
Atlas Agena LV-3A – amerykański człon rakiety Atlas Agena A. Startował tylko 4 razy, z satelitami MIDAS 1, MIDAS 2 i SAMOS 1, SAMOS 2.